# Катастрофа Ми-8 в районе Нарьян-Мара (1968 год)
Катастрофа Ми-8 в районе Нарьян-Мара — авиационная катастрофа, произошедшая 22 июля 1968 года в 110 км юго-западнее Нарьян-Мара в Ненецком национальном округе СССР.

## Хронология событий
Вертолёт Ми-8АТ СССР-22511 Нарьян-Марского ОАО (первый вертолёт Ми-8 в Нарьян-Марском авиаотряде, поступивший в мае 1968 года) Архангельской авиагруппы Северного управления гражданской авиации авиакомпании Аэрофлот, выполнял заказные полёты для обслуживания геологической экспедиции с подбором площадок с воздуха. В первой половине дня 22 июля 1968 года было выполнено несколько полетов с общим налетом 1 час 55 минут. Во второй половине дня экипаж дозаправил вертолёт топливом, установил на вертолёт дополнительный топливный бак с вертолёта Ми-4 и вылетел из Нарьян-Мара в район реки Икчи (130 км западнее Нарьян-Мара). Взяв на борт 1400 кг груза — буровое и экспедиционное оборудование — трубы, различный инструмент, палатки, продукты и т. д., а также 5 работников экспедиции с принадлежащими им собакой и кошкой, в 16:05 экипаж вылетел в район озера Теребей-то (110 км юго-западнее Нарьян-Мара).
Прибыв к месту высадки экспедиции, после выполнения контрольного круга для подбора посадочной площадки с воздуха, экипаж стал производить посадку. После приземления экипаж определил, что выбранная площадка непригодна для стоянки с выключением двигателей, и произвёл взлёт для подбора другой площадки. На удалении 400 м от первой площадки, после контрольного осмотра с воздуха, экипаж стал выполнять заход на посадку. После зависания на высоте 1,5—2 м командир экипажа увидел под вертолётом неровности грунта и принял решение переместиться вперед на 10 м, на более ровную площадку. По показаниям экипажа, параметры работы двигателей и систем вертолёта находились в норме. В этот момент экипаж почувствовал рывок (вздрагивание) вертолёта влево в горизонтальной плоскости, после чего вертолёт стал резко вращаться влево с большим ускорением. Принятыми экипажем мерами остановить вращение вертолёта не удалось. По словам экипажа, вертолёт, сделав несколько оборотов вокруг вертикальной оси, ударился о землю колесами шасси и остановился. Перед ударом о землю лопасти несущего винта касались грунта и разрушались. Произошёл обрыв лопатки свободной турбины. Раскалённая лопатка пробила основной топливный бак, и в салоне начался пожар. Бортмеханик открыл дверь в грузовую кабину для оказания помощи находившимся там пассажирам. Но сильное пламя из грузовой кабины обожгло ему лицо, голову, руки и одежду и перебросилось в пилотскую кабину. Командир, потянув за собой бортмеханика, покинул вертолёт через правое окно пилотской кабины. Второй пилот, вытолкнув бортмеханика в правое окно, покинул пилотскую кабину через левое окно. Оттащив бортмеханика на 10—15 м от вертолёта, экипаж услышал взрыв топливных баков внутри вертолёта. Вся верхняя и передняя части вертолёта были объяты пламенем, взрывом выбиты блистеры в грузовой кабине вертолёта. 5 пассажиров и их животные погибли. Катастрофа произошла в 16:35. Члены экипажа получили ушибы и ожоги и через 6,5 часов эвакуированы вертолётом в Нарьян-Мар.

## Экипаж вертолёта
Экипаж вертолёта состоял из четырёх человек: проверяющего Юрия Васильевича Наумова, командира Виктора Константиновича Поздеева, второго пилота Евгения Фёдоровича Озеранского и бортмеханика Алексея Петровича Белика.